# パンチェン・ラマ3世
パンチェン・ラマ3世、エンサパ・ロサントンドゥプ師（1505年 - 1567年）は、第3代のパンチェン・ラマである。

## 生い立ち
チベット出身。チベット人。

### パンチェン・ラマ
ヒマラヤ山脈近くの洞窟で20年以上も瞑想していたと伝えられる。
| スタブアイコン | サブスタブ | この項目は、まだ閲覧者の調べものの参照としては役立たない、人物に関連した書きかけの項目です。この項目を加筆・訂正などしてくださる協力者を求めています（P:人物伝/PJ:人物伝）。 |